# 237 (число)
237 (Дві́сті три́дцять сім) — натуральне число між 236 та 238.
- 237 день в році — 25 серпня (у високосний рік 24 серпня).

## В інших галузях
- 237 рік, 237 до н. е.
- В Юнікоді 00ED16 — код для символу «i» (Latin Small Letter I With Acute).
- NGC 237 — спіральна галактика з перемичкою в сузір'ї Кит.
- Сяйво (фільм) — 237 номер готелю — одне з ключових місць.